# ルノー FT-17 軽戦車
ルノー FT-17 軽戦車（ルノー FT-17 けいせんしゃ、ルノー FT モデル 1917年式、Renault FT）は、フランスのルノー (Renault S.A.)で開発された軽戦車である。
FTは、フランス語で「軽量」を表す「Faible Tonnage」の略であるとされることも多いが、実際にはそれ自体に意味はなく、開発順に与えられる、ルノー社内の開発コードであった。ちなみにフランス語で軽戦車はChar legerと書く。

## 概要

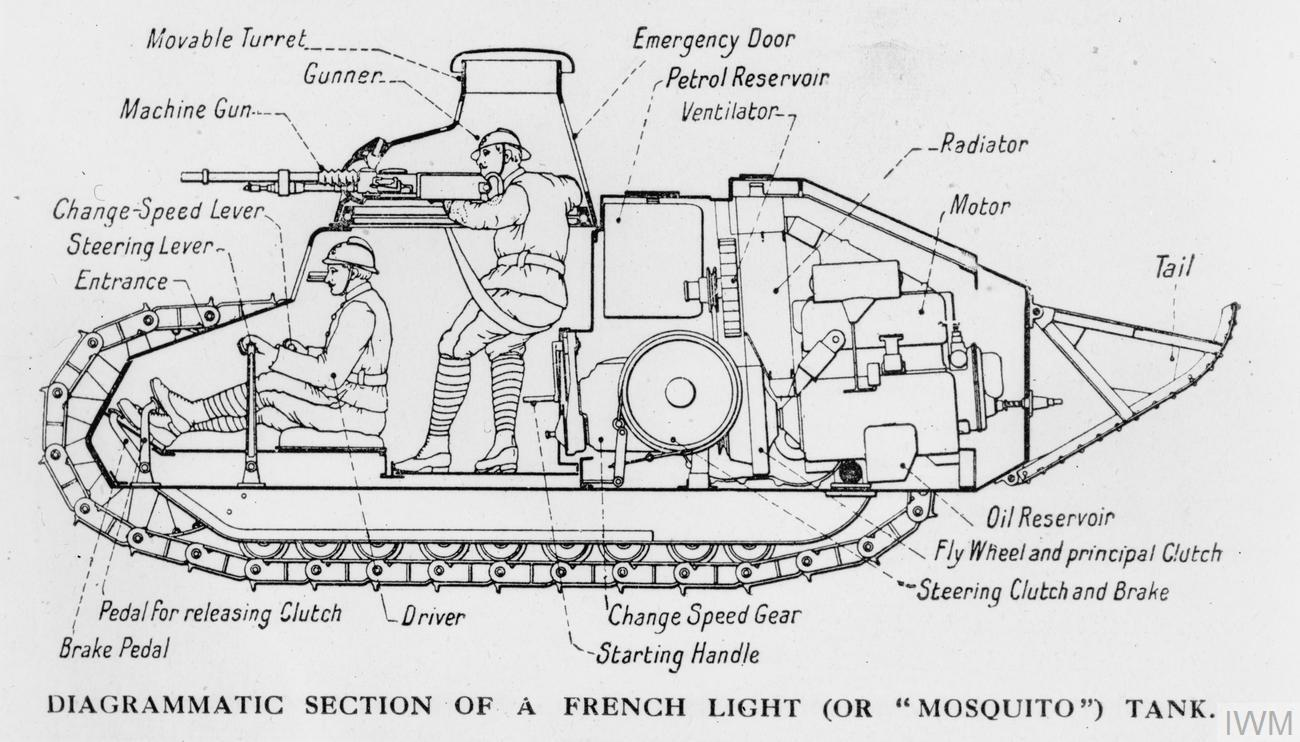
極初期型砲塔 機銃装備型 車内レイアウト図

近代戦車は第一次世界大戦中に初めて登場したが、その中で、FT-17の設計は各国の戦車に比べ最も革新的で、以降の戦車の基本形となった。
FT-17は、フランス戦車部隊の父と呼ばれるジャン＝バティスト・エティエンヌ(en:Jean Baptiste Eugène Estienne)将軍の構想から生まれた。本来は、鈍重なシュナイダーCA1やサン・シャモン突撃戦車を指揮・支援することが開発目的であったが、実際には歩兵支援・直協戦車として使われた。設計生産を担当したルノー社は第一次世界大戦直前の1914年にはフランス国内で20％という第一のシェアを持つ自動車メーカーであり、すでにタクシー製造などで大量受注の経験があった。FT-17自体の設計にもルノー社の創業者であったルイ・ルノーが大きく注力したとも言われており、これらのことが革新的かつ安価で大量生産が可能な戦車を生み出した。
それまでの戦車で採用されていた、自動車のような車台（シャーシ）に箱型の戦闘室を乗せる構造ではなく、直角に組み合わせた装甲板で車体を構成するセミ・モノコック構造であった。横材となる間仕切りで戦闘室とエンジン室（エンジンは縦置き式）を分離し、これによってエンジンの騒音と熱気から乗員を解放した。結果として、前方に操縦席、中間に砲塔と戦闘室、後方に隔壁で仕切られたエンジン室という、現代戦車に通じる基本的なレイアウトを確立した。
小型軽量な車体と幅広の履帯、前方に突き出た誘導輪（本車は起動輪が車体後方にある、後輪駆動方式である）、ボギー形式のサスペンションを備えることによって、優れた機動性を備えていた。
- - サスペンションは、足回りユニット全体を支える垂直スプリングと、ボギーを支えるリーフスプリング（板バネ）の、二重構造となっていた。ボギーを支えるリーフスプリング（板バネ）は、片側で、3個＋2個と、2個＋2個の、前後の組に分けられていた。

左右の足回りは、誘導輪、起動輪、上部転輪(支持輪）、転輪がひとまとまりのユニットになっており、全体を車体側面前方の大きな垂直スプリング（片側1本、両側で2本）で支えていた（奥に隠れている方のバネ）。リーフスプリング（板バネ）に支えられた、片側9個の小さな転輪からなる、3個が1組と2個が3組のボギーが、シーソーのように動くことで、地面に追随した。上部転輪は1本の棒状に並べられているが、履帯の弛みを防止するために、棒の前端をバネで持ち上げていた。誘導輪は前後にスライドさせることができ、履帯のテンションを調整できた。この機構は後の戦車では標準となった。
車体前方の大直径誘導輪は、前期生産車では周縁（リム）を鋼鉄で補強した合板製（木製）だったが、強度に問題があったため、後期生産車では鋼製になった。
良好な視界を得るために設けた全周旋回砲塔は単一の装砲での360度の射界を確保した。戦車が全方位に回転できる砲塔を備えることは今日では当たり前になっているが、これはFT-17で初めて採用されたものであった。
プロトタイプは1917年2月に製作され、同年3月には150輌の発注が行われた。製造は数社で行われ、以降3,800輌以上が生産された。
- - FT プロトタイプ

- - FT プロトタイプ

試作車と極初期型は、一体鋳造された、背の低い、前方に傾斜した、円錐台形の砲塔をもっていたが、初期量産型にはベルリエ社が製作したリベット接合装甲板の八角形の砲塔（ベルリエ（Berliet）砲塔。オムニバス（Omnibus）砲塔とも呼ばれる）が搭載された。主量産型では、試作型とは異なる形状の丸い鋳造砲塔（ジロ（Girod）砲塔と呼ばれる）になった。この丸砲塔搭載型は、FT-18とも呼ばれることがある。ルノーFTの旋回砲塔は、砲塔内側に設置された取っ手を握って人力旋回させるという操作法を採用している。
- - 極初期型砲塔 機銃装備型。操縦手周りの車体前面も鋳造部品。

- - ベルリエ（オムニバス）砲塔。キューポラと砲塔後面のハッチは、砲塔の真後ろではなく、左に偏っている。

- - ジロ砲塔 37 mm 砲搭載型

## 実戦での使用

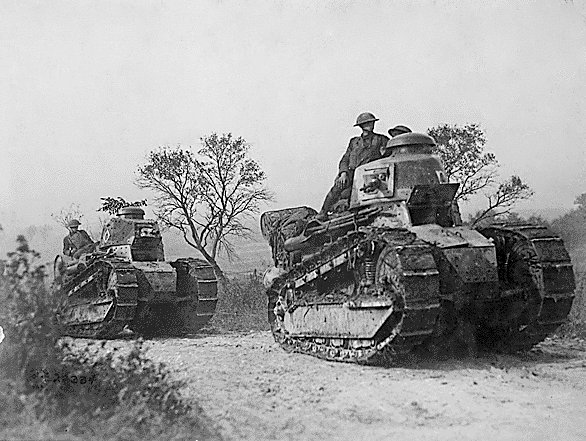
アメリカ陸軍のFT-17（1918年）

FT-17は、第一次世界大戦中の1918年5月31日のレッツの森での戦闘を初陣に、戦場で広く使われるようになった。
大戦後、多くの国に輸出され、各国で最初の戦車として、機甲部隊を構成することになった。その後の紛争、ロシア革命、ロシア内戦、ポーランド・ソビエト戦争、第三次アフガン戦争、国共内戦、満州事変、スペイン内戦などでも使用された。第二次世界大戦でも、ポーランド侵攻時のポーランド軍や、フランス侵攻時のフランス軍、ユーゴスラビア侵攻時のユーゴスラビア王国軍、冬戦争時のフィンランド軍などでも使われていた。フランス軍では2,000輌近くが警備部隊などに配備されていたが、その時にはすでに旧式化していた。
フランスでドイツ軍に捕獲されたもののうち一部は後方部隊に配備されたり、装甲列車に連結された無蓋車に搭載され対独パルチザン対策にあたった。また一部は砲塔を外され砲牽引用の砲兵トラクターとなった。不要になった砲塔は要塞などの資材に転用され、トーチカとして据え付けられた。1944年のパリ解放直前までパリ駐屯ドイツ軍によって市内警備任務に使用されていた。
フィンランドでは34輌を保有していて冬戦争では固定トーチカとして使われていた。

## 日本でのルノー FT-17
第一次世界大戦後、各国に輸出されたFT-17だが、日本でも1919年（大正8年）から1920年（大正9年）にかけて、大日本帝国陸軍がマーク A ホイペット中戦車数輌（3輌説あり）とともに、FT-17を20輌以上輸入した。輸入した内には弾痕が残る中古の車輌も含まれていたという。おそらくこの内の数輌が陸軍騎兵学校にも分けられたと考えられ、そして1920年（大正9年）から陸軍騎兵学校でもFT-17の運用研究を開始し、それを参考に後に九二式重装甲車が開発された。
これらの輸入戦車を用い、日本初の戦車隊として1925年（大正14年）5月1日に福岡久留米に「第1戦車隊」が、千葉の陸軍歩兵学校に「歩兵学校戦車隊」が同時に創設された。さらに大量の中古のFT-17の輸入計画も存在したが、陸軍技術本部による戦車国産化計画が認可されたため中止された。
同年の戦車隊への配備時に、FT-17の武装を6.5 mm改造三年式機関銃に換装して（一部の車輌は37 mmの改造狙撃砲や改造十一年式平射歩兵砲を搭載した）、1931年（昭和6年）の満州事変の頃まで運用し続けた。
1930年（昭和5年）には生産が進まない八九式中戦車の間に合わせに、FT-17の後継である、ルノー NC27 軽戦車が10輌（12輌とも）輸入された。ルノー NC27の輸入後は、運用側では先に輸入していたFT-17との区別のために、FT-17を「ルノー甲型戦車」、ルノー NC27を「ルノー乙型戦車」と呼称した。なお、海外の記述では日本が運用したFT-17のことを、「Type 79 Ko-Gata」（七九式甲型）と非公式名称で呼称していることがある。七九式は輸入年である皇紀2579年（1919年）に由来する。
満州事変では百武俊吉大尉率いる臨時派遣第1戦車隊にルノー FT-17とルノー NC27がともに、配属された。
FT-17は実用速度は 4 km/h 程度で非常に遅かったが、歩兵支援/直協戦車としては問題なく、日本軍の歩兵には心強い味方として頼りにされ好評だった。
輸入分以外にも、満州事変で奉天軍閥の張学良軍から、ブルーノZB26軽機関銃装備のルノー FT-17を、20輌以上鹵獲し使用した。
1938年（昭和13年）時点では廃兵器扱いとなっている。

## バリエーション

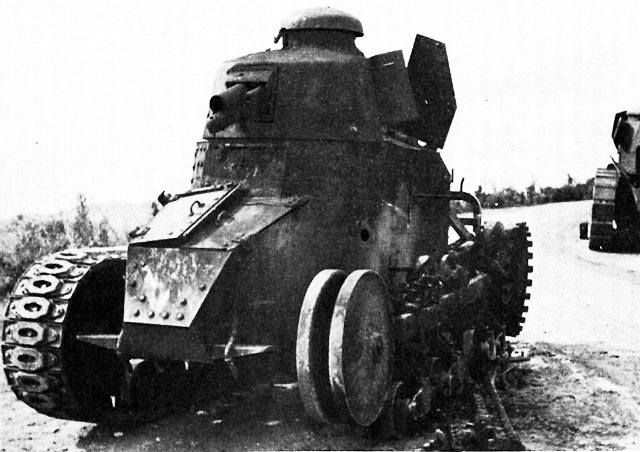
1941年、ドイツのユーゴスラビア侵攻の際に撃破されたユーゴスラビア軍のFTケグレス＝インスタン。後方に通常型のFTも一部見える。

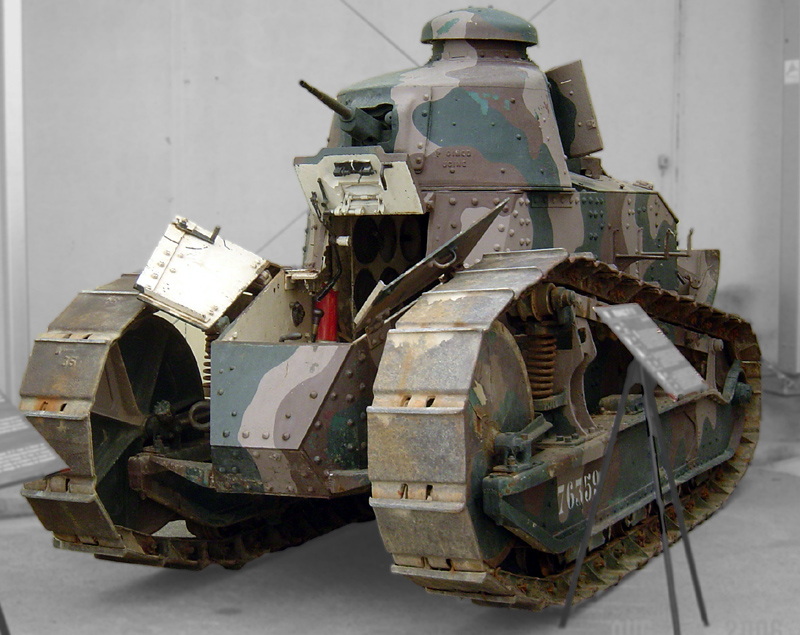
FT-17 近代化改修型、ソミュール戦車博物館

FT-17 砲戦車
主量産型のうちのSA18 37 mm 砲搭載型。生産された戦車の約3/5に装備。砲身の左側に付いている筒は、同軸機銃ではなく、望遠鏡式照準器である。FT-17の砲戦車型に同軸機銃は存在しない。
FT-17 機銃戦車
主量産型のうちのオチキス 8 mm 機関銃 装備型。生産された戦車の約2/5に装備。
FT BS
通常のFTの支援用に開発された自走砲で、シュナイダー社製 75 mm 短砲身榴弾砲（Blockhaus Schneider、9.5口径）を大型化した固定砲塔に搭載。加えて、超壕用の戦車橋を運ぶためのアタッチメントを装着していた。1917年12月時点で700輌の発注が行われていたが、実用化以前に戦争が終結したため、少数の生産に終わった。
TSF
非武装の無線司令車。砲塔を廃し箱形の戦闘室に乗員3人が搭乗。1917年12月時点で200輌が発注されていたが、戦争終結までに同車を受領したのは3個連隊のみだった。
FTケグレス＝インスタン
1920年代半ば、FT-17の走行性能を向上させるため、ケグレス方式のリーフスプリング・サスペンションと、鋼芯入りゴム製履帯を持つ足回りを装着する改造が行われた。42輌製作されたM24/25は、仏領モロッコでの反乱鎮圧に投入され、小改良型のM26/27は少数がユーゴスラビアとポーランドに輸出されたが、耐久性に難がありそれ以上は作られなかった。後のルノーNCの元になった。
FT-17 近代化改修型
1930年代初頭、フランスは自国が装備するFT機銃戦車型の武装を7.5 mm 機関銃 M31 に改めた。これに合わせ、機銃マウント部も新しいものになっている。M31は1930年代以降のフランス軍戦車の標準車載機銃であった。これと同時、あるいはほぼ前後して、砲戦車型も合わせ、起動輪もオリジナルの木製のものから鋼製のものに交換され、操縦手前面ハッチもより厚いものに変更されている。砲戦車型ではハッチは旧来のものである場合が多い。
FT-SPG
1918年に試作されたM1897 75 mm 野砲搭載の自走砲。砲を後向きに搭載し、前面の装甲板は取り払っている。左右の履帯上に座席があり、発砲時は左に砲手、右に装填手が座る。試験模様の動画が残っている。
不採用となったため、艦艇用マウントを使用し砲を車体前端の搭載した物が試作された。
別に105 mm 榴弾砲を後向きに搭載した物が試作された。
STA SPG
同じく、M1897 75 mm 野砲を搭載した自走砲。エンジンと操縦手を車体中央に移し、後部を砲員室とした物。結局、第一次大戦中は採用されず、FT-17自身の旧式化によって計画は破棄された。
セモヴェンテ da 105/14、または、 Obice da 105 su Carro Tipo Leggero da 6 t（105 mm榴弾砲搭載 6トン軽戦車）
イタリアが、第一次世界大戦中にフランスから提供された4輌のFT-17の内の1輌（シリアルNo.669947）を、国産化のために分解して、調査した後、再度組立てて、アンサルド社で改造した自走砲。後ろ向きに14口径 105 ㎜ 榴弾砲と防盾を搭載。1919年4月2日にローマで行われたパレードに参加している。

## フランス以外での生産型

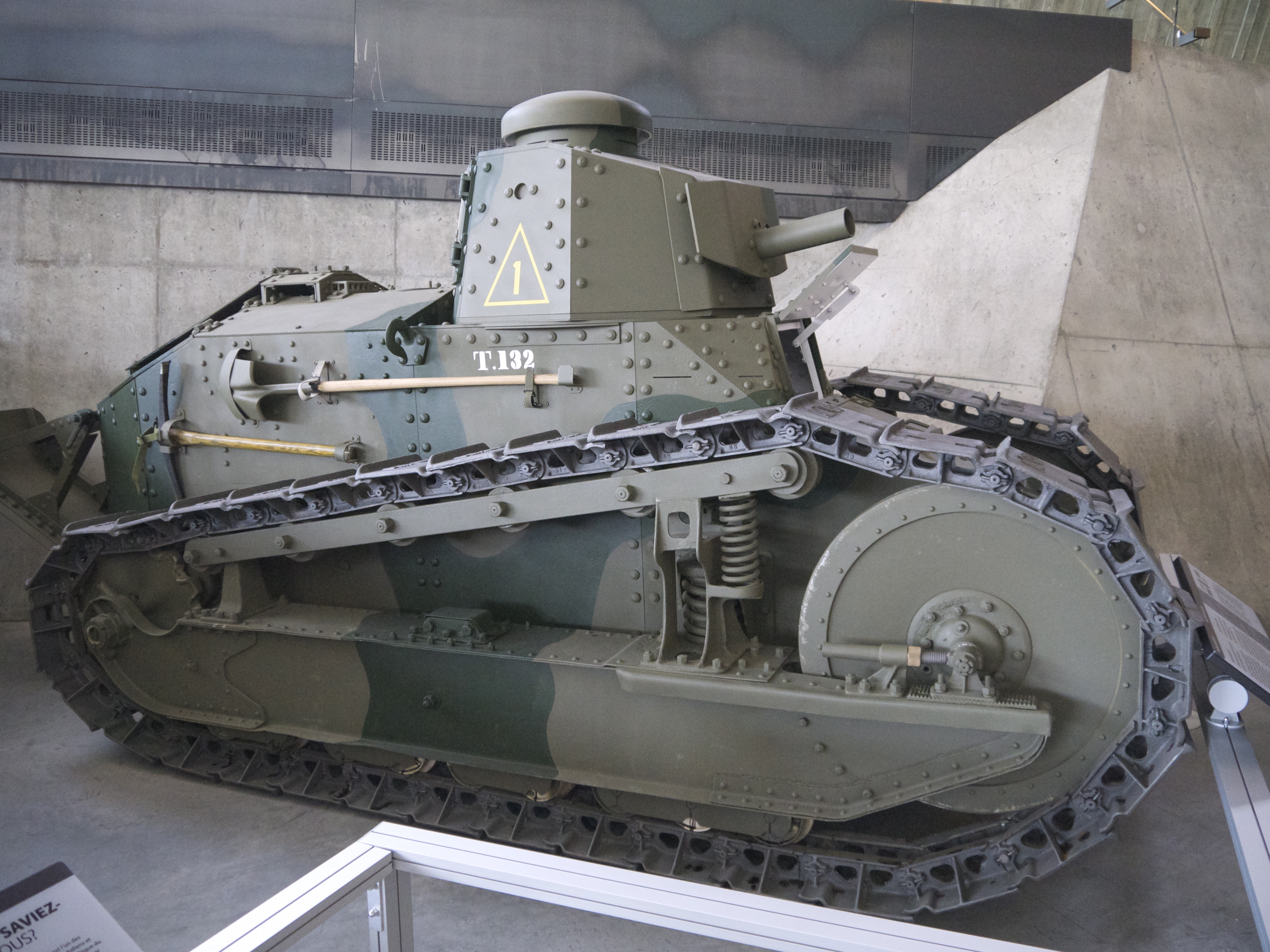
カナダ戦争博物館に展示されるM1917戦車

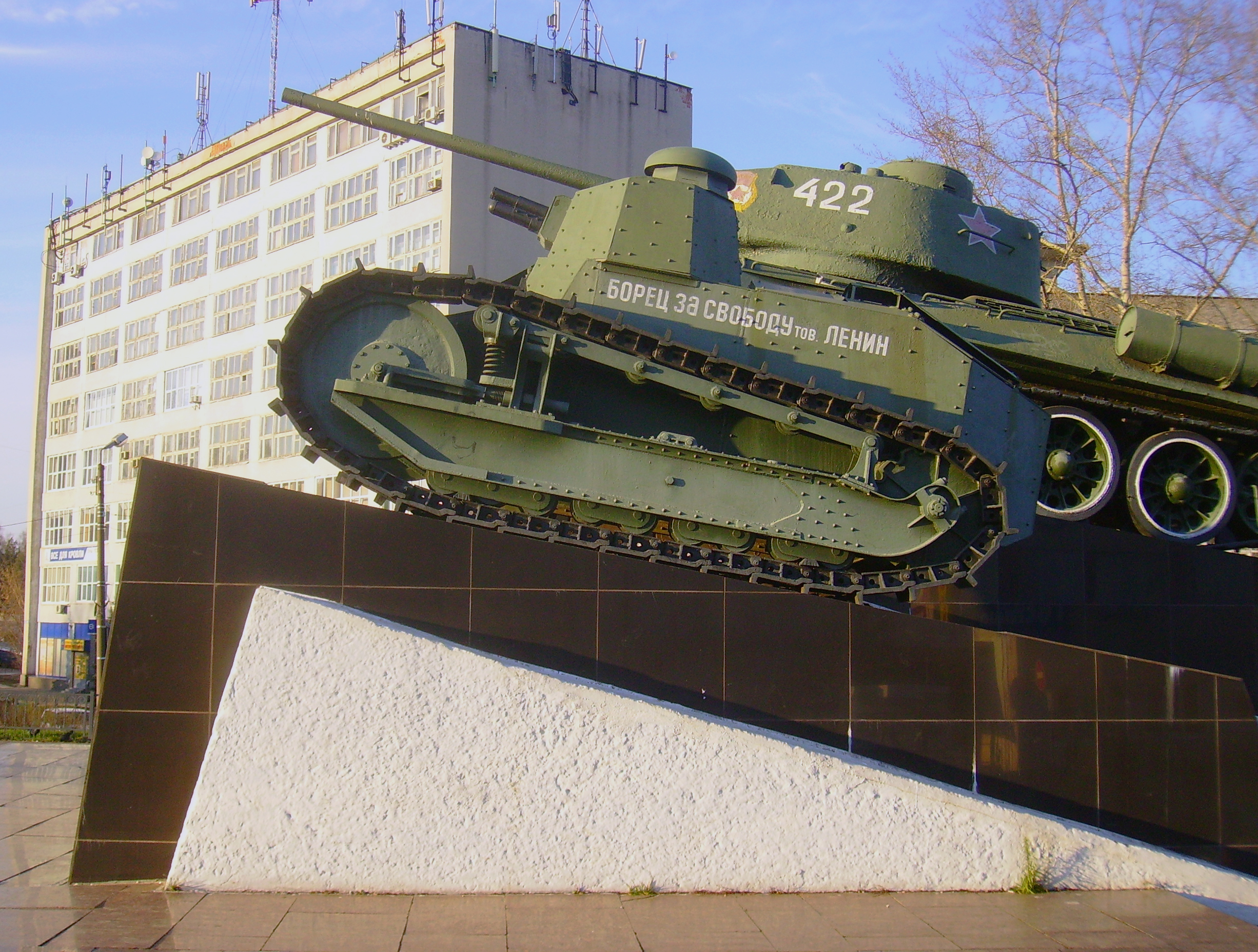
展示されるルスキー・レノ（ロシア製ルノー）のレプリカ

M1917軽戦車
ルノーFTをアメリカで生産するにあたりフランス式のメートル法をアメリカのフィート・ポンド法に設計し直し、同時に各部の改良も施されている。第一次世界大戦休戦までには64輌が完成したのみで、フランスの戦線に送られたのは10輌にとどまる。1931年まで製造が続けられ計950輌が生産された。
第二次世界大戦では訓練用戦車となった。
KS戦車
M型戦車、もしくは「ルスキー・レノ（ロシア製ルノー）」の名でも知られる。ロシア社会主義連邦ソビエト共和国で生産された派生型。1918年から1922年のロシア内戦では協商国により白軍に対する支援が間接直接的に行われたが、この際にフランス軍から白軍に提供されたルノーFTが赤軍に多数捕獲された。その一方で、赤軍ではFTのコピー生産が計画され、ニジニ・ノヴゴロドのクラスナエ・ソルモヴォ工場がそれを担当した。
1919年10月、「自由の戦士・同志レーニン号」と名付けられた第一号車が完成しテストされ、その後15輌が生産されたと言われる。KSの名は工場名に由来する。試作車も含め、戦場で回収されたFTの再生車であった可能性も示唆されている。ただし、オリジナルのFTは砲搭載か機銃搭載か選択されたのに対し、生産型のKS戦車は砲塔前面に砲、砲塔右側面に機銃と、両方を装備しているという違いがあった。その後ソ連では、ライセンス生産したイタリアのフィアット製エンジンとアメリカ製の変速機を搭載した独自の発展型を開発、これはMS戦車（後にT-18と改称）として、約1000輌が生産された。
FT-17 CWS
ポーランドでは多数のFT-17が使われ、派生型のTFSやFTケグレス、発展型のNCも輸入された。1925年、FTの走行性能を向上させるため、ピッチの細かい新型履帯と、それに合わせた起動輪・誘導輪が一部の車両に導入された。
1926年には、スペアパーツと、防弾鋼板ではない普通鋼板を使い、27輌のFTがCWS社で生産された。これら装甲防御力を持たないポーランド国産FTは訓練用に使われた。
FIAT3000
イタリアが戦間期、FTを元に開発・生産した独自の発展型。1920年に試作車が完成、その1930年代初頭にかけて改良を繰り返しながら生産が行われた。

## 現存車両
約41輌のFTが各国の博物館に現存している。
ヨーロッパ

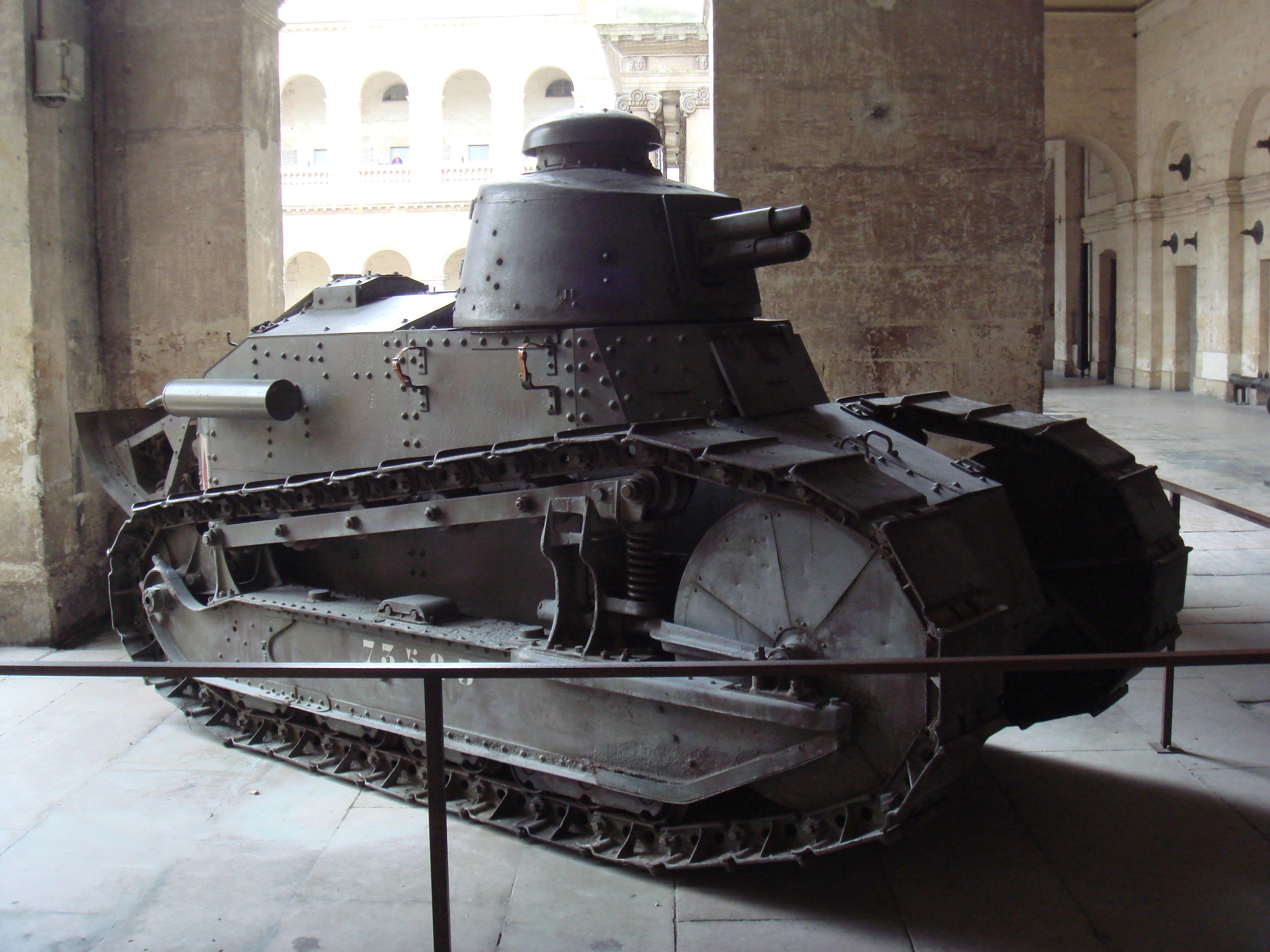
フランス軍事博物館

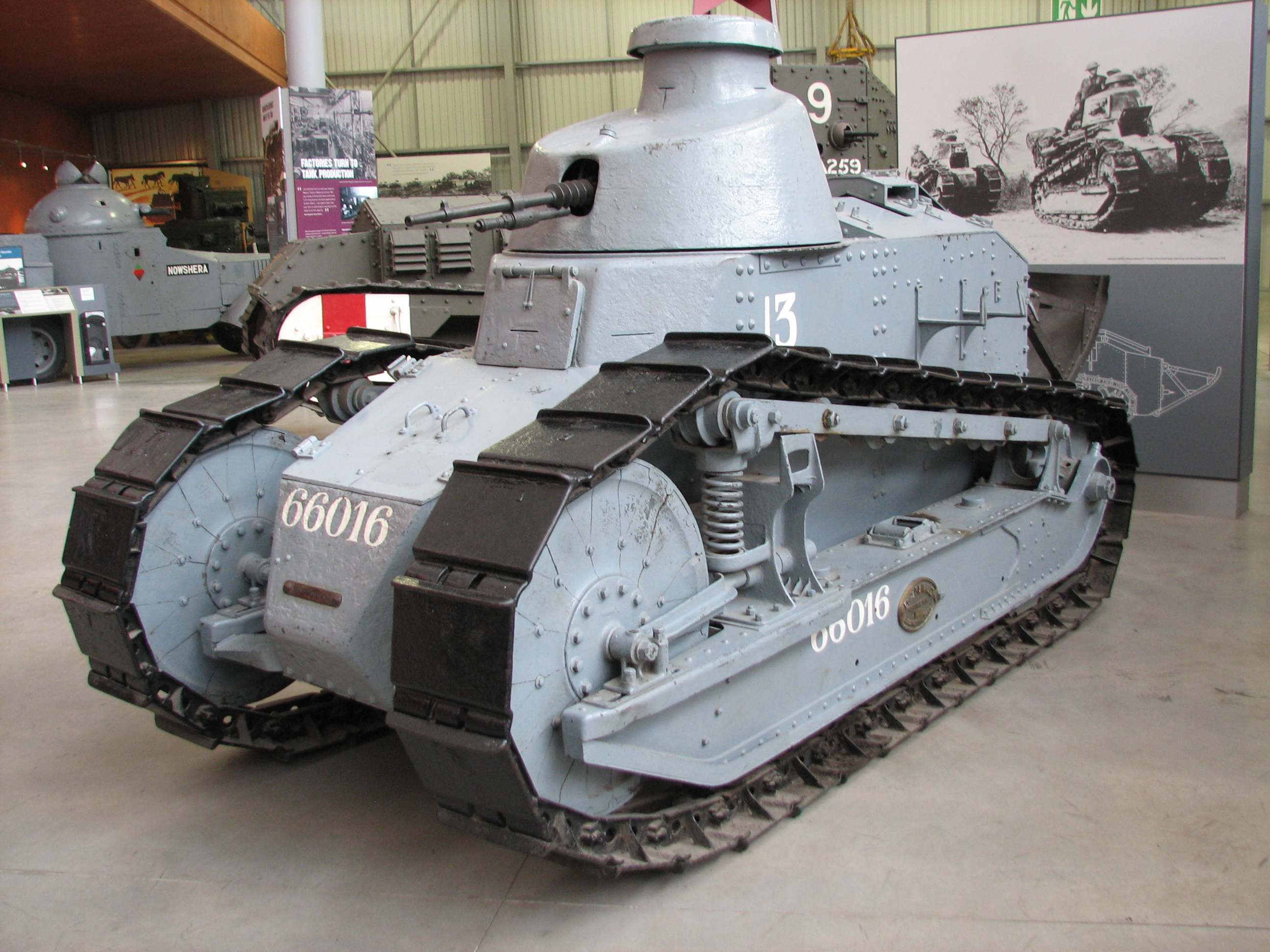
ボービントン戦車博物館

- ソミュール戦車博物館（フランス、ソミュール）

3輌のFTを所有しており、2輌が走行可能。再生不能で静態展示の1輌はアフガニスタンから購入した。アフガニスタンからは他に3輌のFTが購入され、2輌はパットン戦車博物館に、1輌はポーランドに渡った。ソミュール戦車博物館は他にFT TSFを所有している。
- フランス軍事博物館（フランス、パリ廃兵院）

1輌のFT。
- コンピエーニュの森、Glade of the Armistice（フランス、コンピエーニュ近郊）

1輌のFT。
- ボービントン戦車博物館（イギリス）

1輌のFT。極初期型。訓練車両。
- コブレンツ国防技術博物館（ドイツ）

1輌のFT。
- 王立軍事博物館（ベルギー）（ベルギー、ブリュッセル）

1輌のFT。
- 国立軍事博物館（ルーマニア）（ルーマニア、ブカレスト）

1輌のFT。
- 軍事博物館（ベオグラード）（セルビア、ベオグラード）

1輌のFTが屋外展示。
- パロラ戦車博物館（フィンランド、パロラ）

1輌のFTが屋内展示。
- クビンカ戦車博物館（ロシア、モスクワ）

2輌のFTが展示されており、1輌は屋内展示、もう1輌は屋外展示となっている。
- Musée de l'armée Suisse（スイス、ブルクドルフ）

スイス陸軍が1922年にはじめて装備した車両が展示されている。
- Museo de Medios Acorazados（スペイン、El Goloso）

修理中のFT-17。
- 他に、好事家が制作したフルスケールモデルが存在する。

北アメリカ

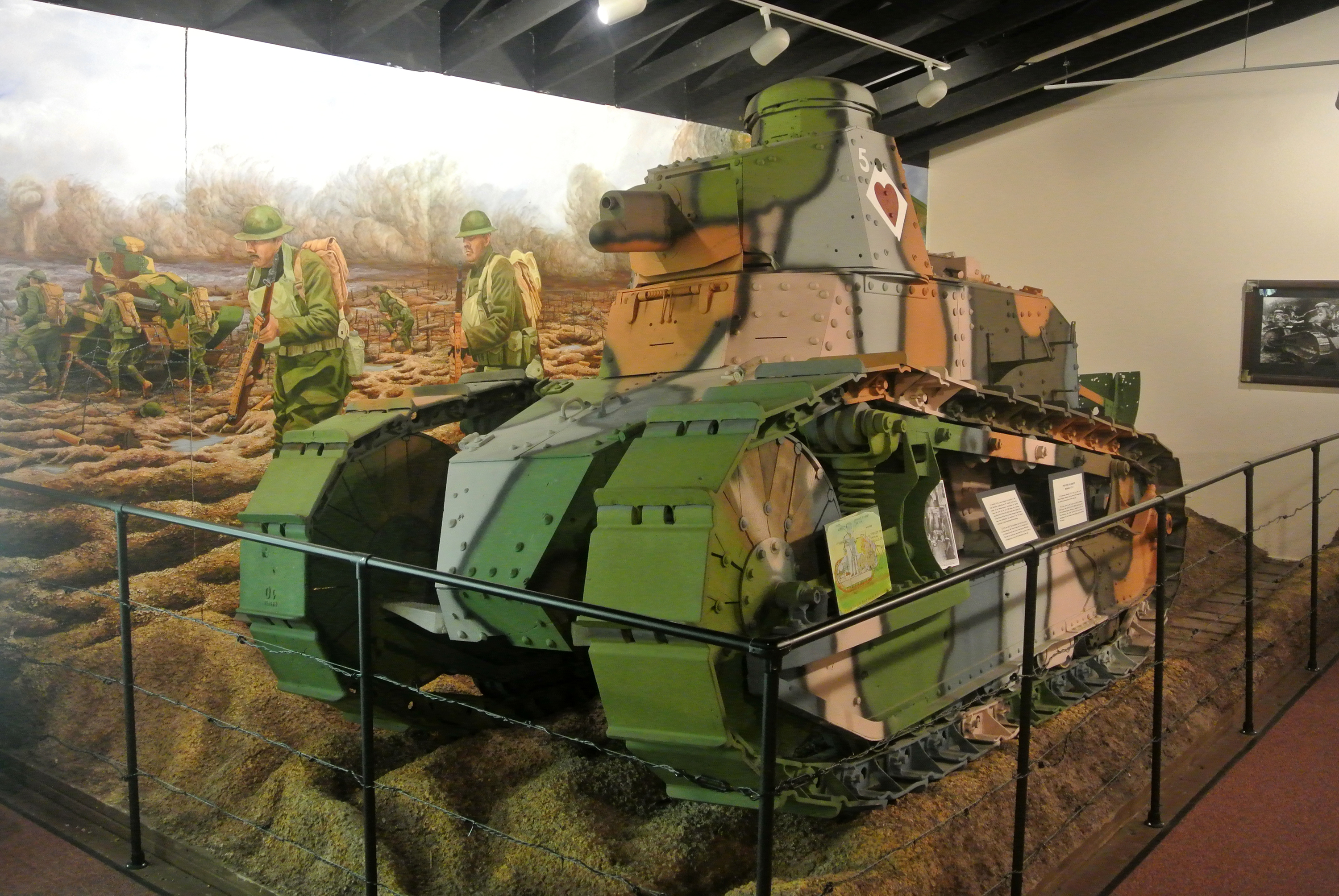
メリーランド州のフォート・ジョージ・G・ミード博物館

- National Armor and Cavalry Museum, Fort Benning（アメリカ、ジョージア州フォート・ベニング）

2003年、アフガニスタン・カブールのスクラップ置き場でロバート・レディング少佐が発見した2輌のFT-17（37mm砲搭載型および8mm機関銃搭載型、各1両）が、アフガニスタン政府の許可を得てアメリカ合衆国に移送され、2両はケンタッキー州フォート・ノックスのパットン戦車博物館の収蔵品となった。2011年の陸軍機甲学校のフォートノックスからフォートベニングへの移転に伴い、パットン戦車博物館の車両も大部分がフォートベニングに移送された。パットン博物館の2両のFT-17のうち、37mm砲搭載型はフォートベニングのNational Armor and Cavalry Heritage Foundationの保管庫に移送され、8mm機関銃搭載型はペンシルバニア州アメリカ陸軍遺産教育研究センターに移管された。
- ルイジアナ州立軍事博物館（アメリカ、ルイジアナ州ニューオーリンズ）

2005年のハリケーン・カトリーナで水没したが、修復された。
- 国立第一次世界大戦記念博物館（英語版）（アメリカ、カンサス州ミズーリ）

ドイツ軍の火砲でダメージを受けた車両が展示されている。
- アメリカ陸軍遺産教育研究センター（英語版）（アメリカ、ペンシルバニア州カーライル）

パットン戦車博物館からの移管車両。静態展示。
- フォート・ジョージ・G・ミード博物館（英語版）（アメリカ、メリーランド州）

ジオラマにて展示。
南アメリカ

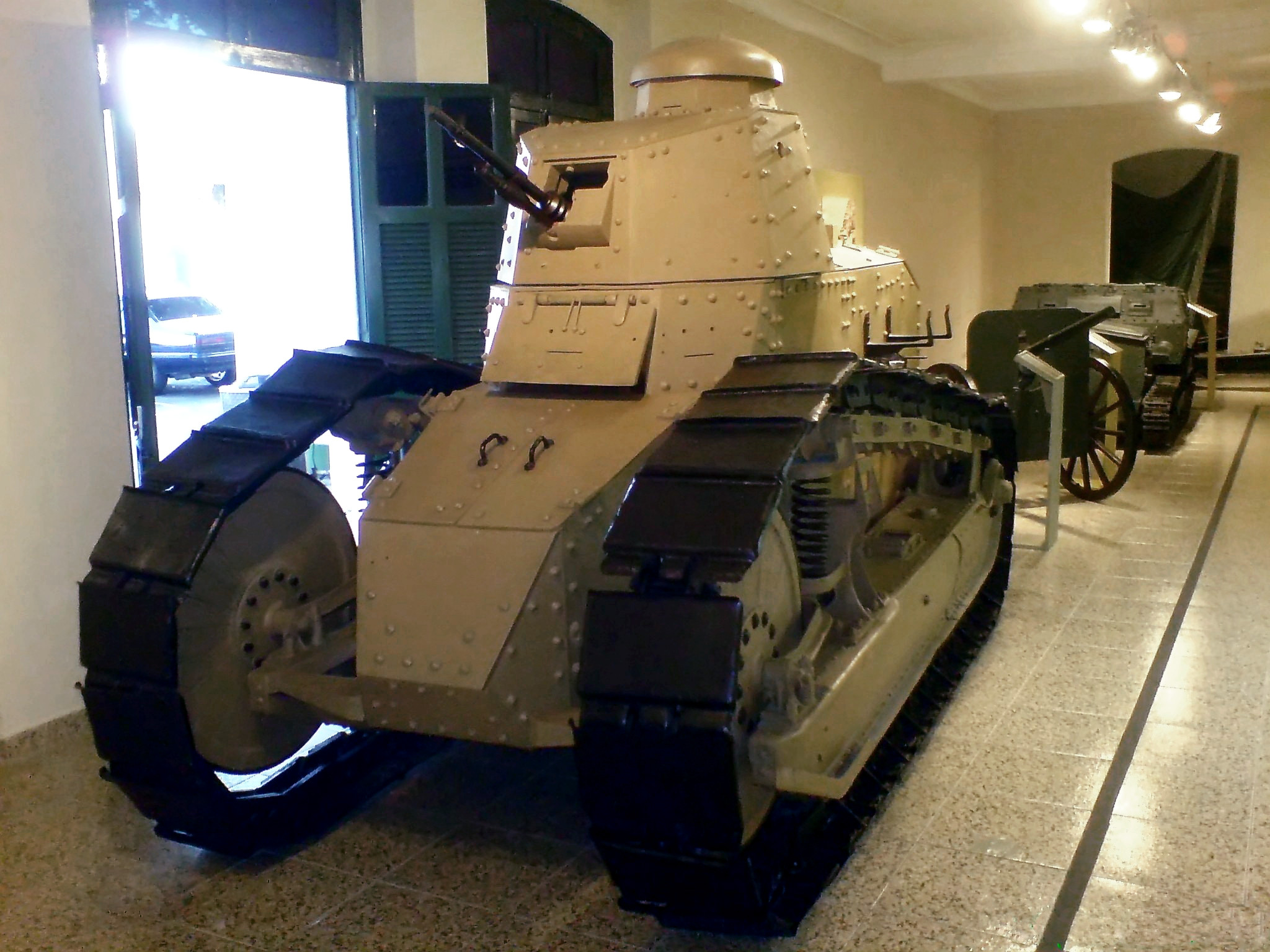
ブラジル陸軍が1921年に装備した車両

- Museu Militar Conde de Linhares（ブラジル、リオ・デ・ジャネイロ）

1輌のFT。
- Museu Eduardo André Matarazzo（ブラジル、Bebedouro）

1輌のFT。
オーストラリア
- オーストラリア戦争記念館（オーストラリア、キャンベラ）

1輌のFT。

## ギャラリー

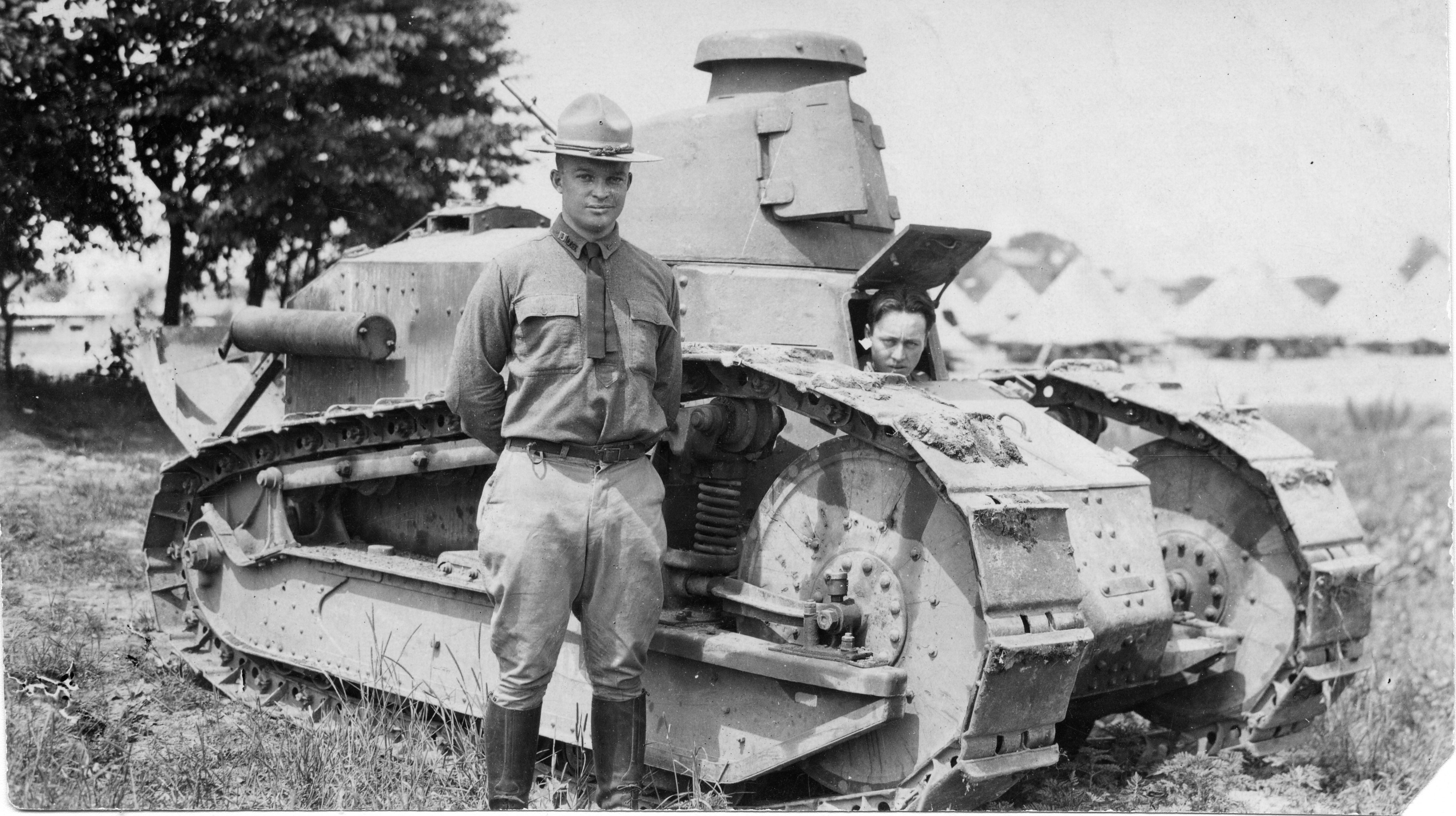
FT-17と陸軍少佐時代のドワイト・D・アイゼンハワー。（1919年）
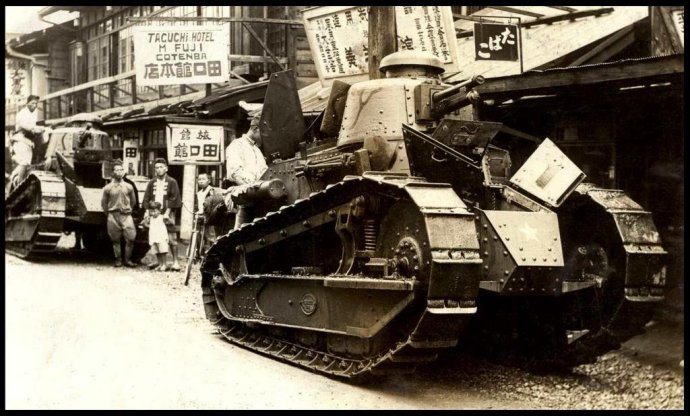
福岡県春日市の街中で停車している日本陸軍所属のFT-17。（1920年代）
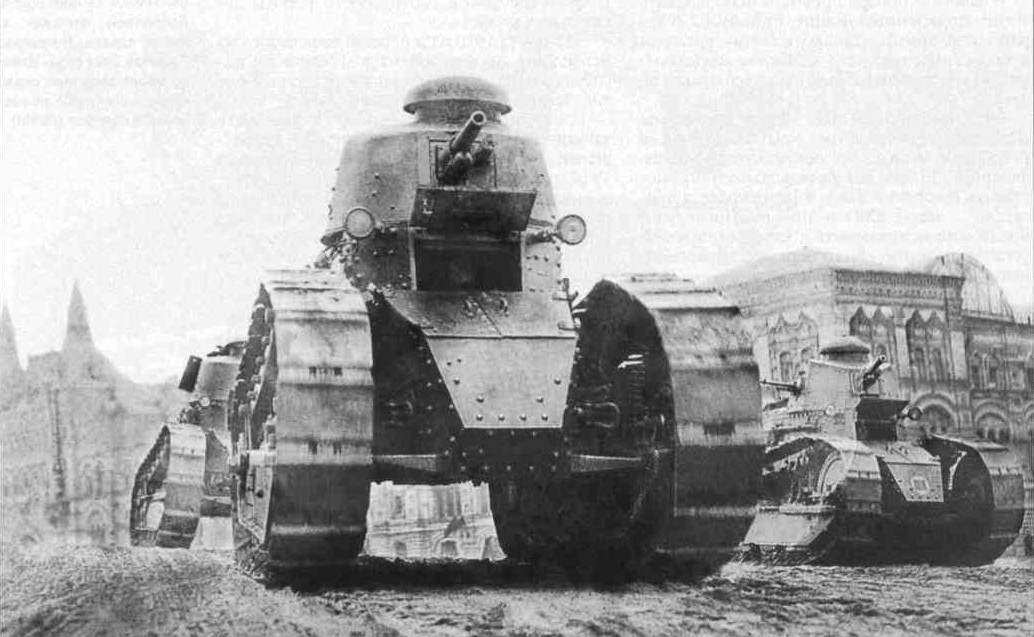
赤軍所属のFT-17（手前と左奥）とソ連製KS戦車（右奥）。（1924年11月8日）
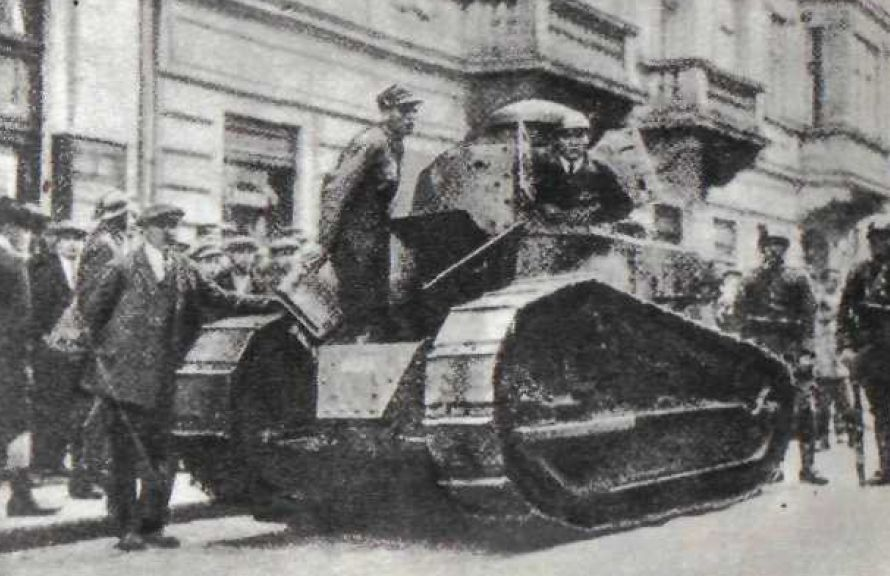
ポーランドの五月革命で使用されるFT-17。（1926年）
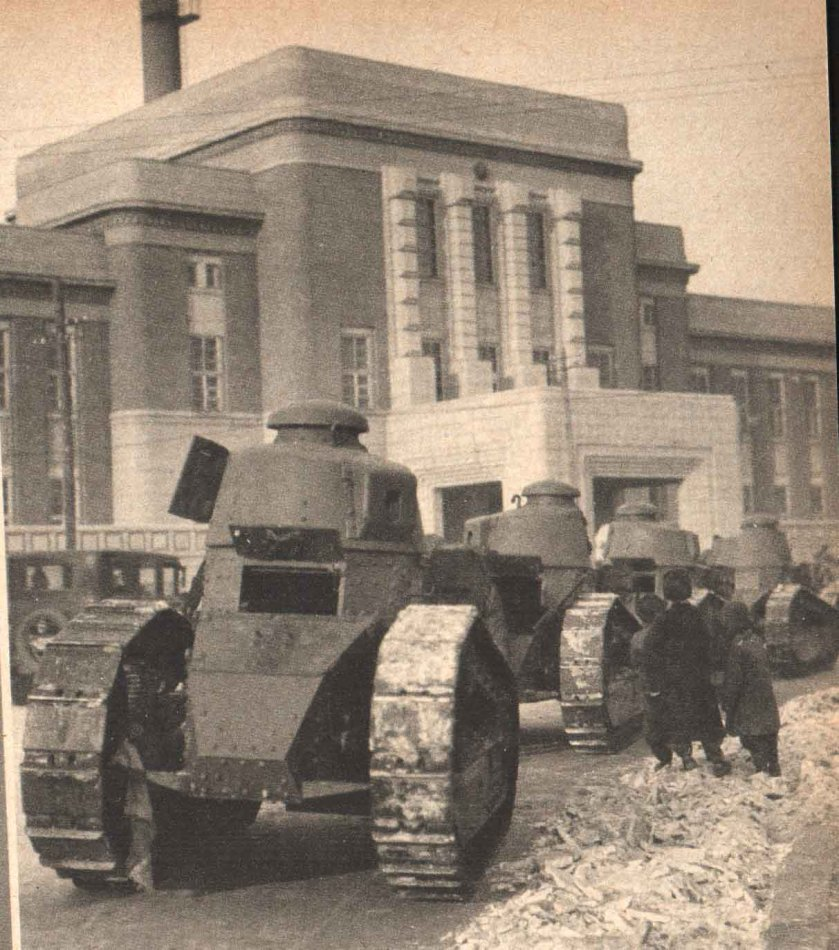
日本軍に鹵獲された奉天軍閥のFT-17。（1931年9月19日）
国民革命軍所属のFT-17。（1932年以前）
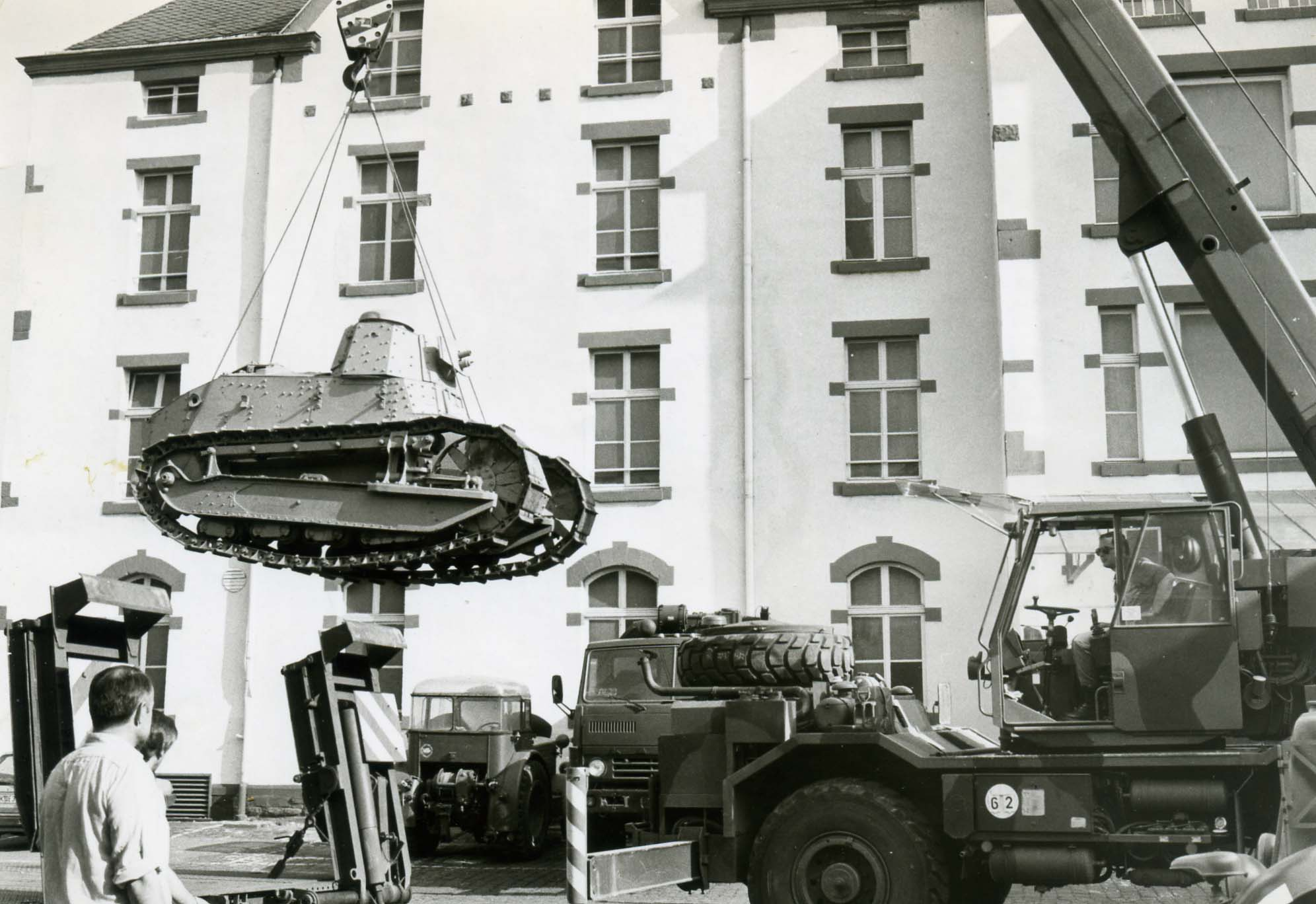
コブレンツ国防技術博物館に移送されてきた量産初期のFT-17。（1989年）

## 登場作品

### 映画
『誰が為に鐘は鳴る』
フランコ軍の戦車として、アメリカで作られたM1917軽戦車が登場。
『独裁者』
M1917軽戦車が隣国へ侵攻するトメニア陸軍の戦車として登場。国境線近くの干し草の藁山に隠蔽されており、偽装ドアを押し開いて中から次々と出現する。
『劇場版 幼女戦記』
自由共和国軍の戦車としてFT-17 砲戦車が登場。

### 漫画・アニメ
『ガールズ&パンツァー』シリーズ
『ガールズ&パンツァー 激闘!マジノ戦ですっ!!』
マジノ女学院の所有車両。37mm プトー戦車砲搭載型。砲塔に同軸機銃を装備し、エンジンや足回りを強化したFT-17改との設定で、機動性は大幅に向上している。
『ガールズ&パンツァー 最終章』
BC自由学園の所有車両。冬季無限軌道杯一回戦の大洗女子との試合において、同学園戦車道チームの隊長であるマリーが搭乗するフラッグ車として1両が登場。他にもポンプル高校のフラッグ車としても登場。
『終末のイゼッタ』
エイルシュタット公国軍の戦車として登場するが、ゲルマニア帝国のIII号戦車によって撃破される。
『幼女戦記 閑話 砂漠のパスタ大作戦』
劇場版同様、自由共和国軍の戦車としてFT-17砲戦車が登場。

### ゲーム
『The Saboteur』
「Foucalt」の名称で登場し、ナチス兵士が使用する。
『World of Tanks』
フランス軽戦車Renault FTとして登場。バリエーション車両のフランス駆逐戦車Renault FT AC、フランス自走砲Renault FT 75 BSが開発可能。
『トータル・タンク・シミュレーター』
フランスの初期戦車FTとして登場。
『バトルフィールド1』
連合国、中央同盟国両陣営の戦車として登場。通常の対戦車弾に加え、対歩兵用のキャニスター弾も搭載。
『虫けら戦車』
小さくなり虫と戦うことになったドイツ兵がフィールド上で見つけると使用できる。ゲーム中最弱の戦車で、しかも入手順が最後なので通常プレイではまず使えない。